# Baignolet
Baignolet ist eine Ortschaft und eine ehemalige französische Gemeinde mit 117 Einwohnern (Stand: 1. Januar 2022) im Département Eure-et-Loir in der Region Centre-Val de Loire.
Mit Wirkung vom 1. Januar 2016 wurden die bisherigen Gemeinden Baignolet, Viabon, Fains-la-Folie und Germignonville zu einer Commune nouvelle mit dem Namen Eole-en-Beauce zusammengeschlossen und verfügen in der neuen Gemeinde über den Status einer Commune déléguée. Der Verwaltungssitz befindet sich im Ort Viabon.
Nachbarorte von Baignolet sind Fains-la-Folie im Norden, Viabon im Nordosten, Fontenay-sur-Conie im Osten, Courbehaye im Süden und Sancheville im Westen.

## Bevölkerungsentwicklung
| Jahr      | 1962 | 1968 | 1975 | 1982 | 1990 | 1999 | 2008 | 2015 |
| --------- | ---- | ---- | ---- | ---- | ---- | ---- | ---- | ---- |
| Einwohner | 141  | 148  | 110  | 102  | 104  | 115  | 129  | 125  |

## Sehenswürdigkeiten
- Kirche Saint-Sébastien, seit 2006 Monument historique

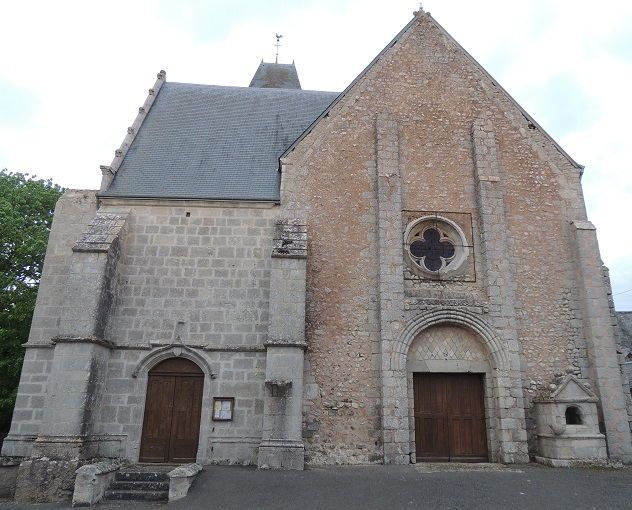
Saint-Sébastien